# Flight lieutenant

Rukávové hodnostní označení hodnosti flight lieutenant užívané RAF

Flight lieutenant (zkratkou Flt Lt nebo FLTLT, někdy F/L) je důstojnická hodnost užívaná některými letectvy. Vznikla a stále se užívá v britském Royal Air Force a užívá se také v řadě dalších vzdušných sil s historickými tradicemi spojenými s britskými, například zemích Commonwealthu a bývalých britských kolonií. Kromě toho se v britské angličtině příležitostně používá jako překlad odpovídajícího hodnostního stupně i pro země neužívající specifickou hodnostní terminologii pro letectvo.

## Charakteristika
V rámci NATO je podle standardizačního ujednání STANAG 2116 označená kódem OF-2, takže odpovídá námořnímu poručíkovi nebo kapitánovi v ostatních složkách. 
Nižší hodností bývá flying officer, vyšší squadron leader.

## Významní flight lieutenanti

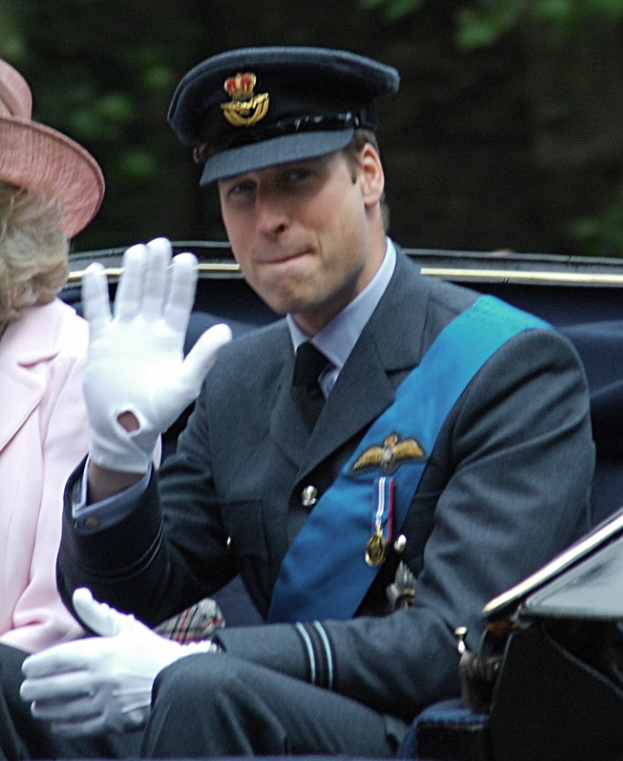
Princ William v roce 2010 ve své uniformě poručíka; povýšen na velitele letky v roce 2016

- Bir Sreshtho Matiur Rahman, vysoce vyznamenaný bangladéšský pilotPrinc William v roce 2010 ve své uniformě poručíka; povýšen na velitele letky v roce 2016Billy Strachan – průkopník černošských občanských práv v Británii, přežil 33 misí během druhé světové války, kdy průměrná délka života byla 7 misí

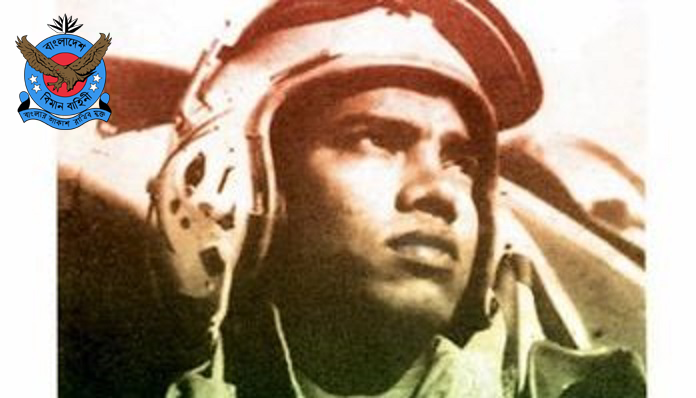
Bir Sreshtho Matiur Rahman, vysoce vyznamenaný bangladéšský pilot

- Princ Alexandr Jugoslávský – člen jugoslávské královské rodiny
- Gerald Bouey – bývalý guvernér Bank of Canada
- Sir Arthur C. Clarke – britský autor a vynálezce
- Sir Christopher Lee – britský herec, během druhé světové války sloužil v RAF Intelligence
- Peter Francis Middleton – dědeček Catherine, princezny z Walesu a kopilot prince Philipa
- Sir Patrick Moore – britský astronom
- Donald Pleasence – britský herec
- Matiur Rahman – pilot bangladéšského letectva (bývalého pákistánského letectva).
- Jerry Rawlings – ghanský politik, který dvakrát sloužil jako prezident své země
- Ian Smith – předseda vlády Rhodesie (1964–1979)
- Rory Underwood[2]
- Jim Vipond – kanadský sportovní publicista
- Gough Whitlam – předseda vlády Austrálie (1972–1975)
- John Nichol – bývalý navigátor RAF, válečný zajatec v Zálivu a motivační řečník
- Sir Nicholas George Winton – organizátor Kindertransportu
- William, princ z Walesu